# Tório
Tório é um elemento químico de símbolo Th e de número atômico igual a 90 (90 prótons e 90 elétrons), com massa atómica aproximada de 232,0 u. À temperatura ambiente, encontra-se no estado sólido. Foi descoberto em 1828 por Jöns Jacob Berzelius. Seu descobridor deu-lhe este nome em homenagem a Thor, deus escandinavo do trovão da antiga religião nórdica.

## Características principais
O tório é um metal natural, ligeiramente radioativo. Quando puro, o tório é um metal branco prateado que mantém o seu brilho por diversos meses. Entretanto, em presença do ar, escurece lentamente tornando-se cinza ou, eventualmente, preto. O óxido de tório (ThO2), também chamado de "tória", apresenta um dos pontos de ebulição mais elevados (3300 °C) de todos os óxidos. Quando aquecido no ar, o metal de tório inflama-se e queima produzindo uma luz branca brilhante. O tório é extraído da torita.

## Aplicações

Camadas de elétrons do átomo de tório.

- O tório é uma potencial revolução energética em escala global.[2] Reatores nucleares à base de tório, como o indiano KAMINI, além de extremamente mais eficientes que os baseados em urânio, produzem consideravelmente menos subprodutos. O rejeito destes reatores também representa menos riscos que o plutônio (rejeito do urânio) por não ser tão útil na fabricação de armas e por sua radiação decair mais rapidamente.[3]
- Em mantas (camisas) de lampiões a gás. Estas mantas brilham intensamente quando aquecidas numa chama resultante da queima de um gás.
- Como elemento de liga para aumentar a resistência mecânica e a resistência a elevadas temperaturas do magnésio.
- O tório é usado para revestir fios de tungstênio usados em equipamentos eletrônicos.
- O tório foi usado em eletrodos para soldas cerâmicas de alta resistência ao calor.
- O óxido de tório é usado para controlar o tamanho das partículas de tungstênio usados em lâmpadas elétricas.
- O óxido de tório é usado em equipamentos de laboratório que são submetidos a elevadas temperaturas (cadinhos).
- O óxido de tório adicionado a vidro produz cristais com alto índice de refração e baixa dispersão. Portanto, encontram uso em lentes de alta qualidade em câmeras e instrumentos científicos.
- O óxido de tório tem sido usado como um catalisador:
  - Na conversão de amônia em ácido nítrico
  - No craqueamento do petróleo.
  - Na produção do ácido sulfúrico
- Com a datação do método de decaimento Urânio – Tório em zircões é possível obter idades de rochas de mais de 500 milhões de anos. Foi com o desenvolvimento deste método na década de 1950 que foi datada a idade da Terra em 4,56 bilhões de anos.
- Como material para produzir combustível nuclear. O tório-232 bombardeado com nêutrons produz o fissionável isótopo U-233.
- O dióxido de tório (ThO2) é um componente ativo do Thorotrast, que foi usado no diagnóstico em radiografia. Este uso foi abandonado devido a natureza carcinógena do Thorotrast.

## História

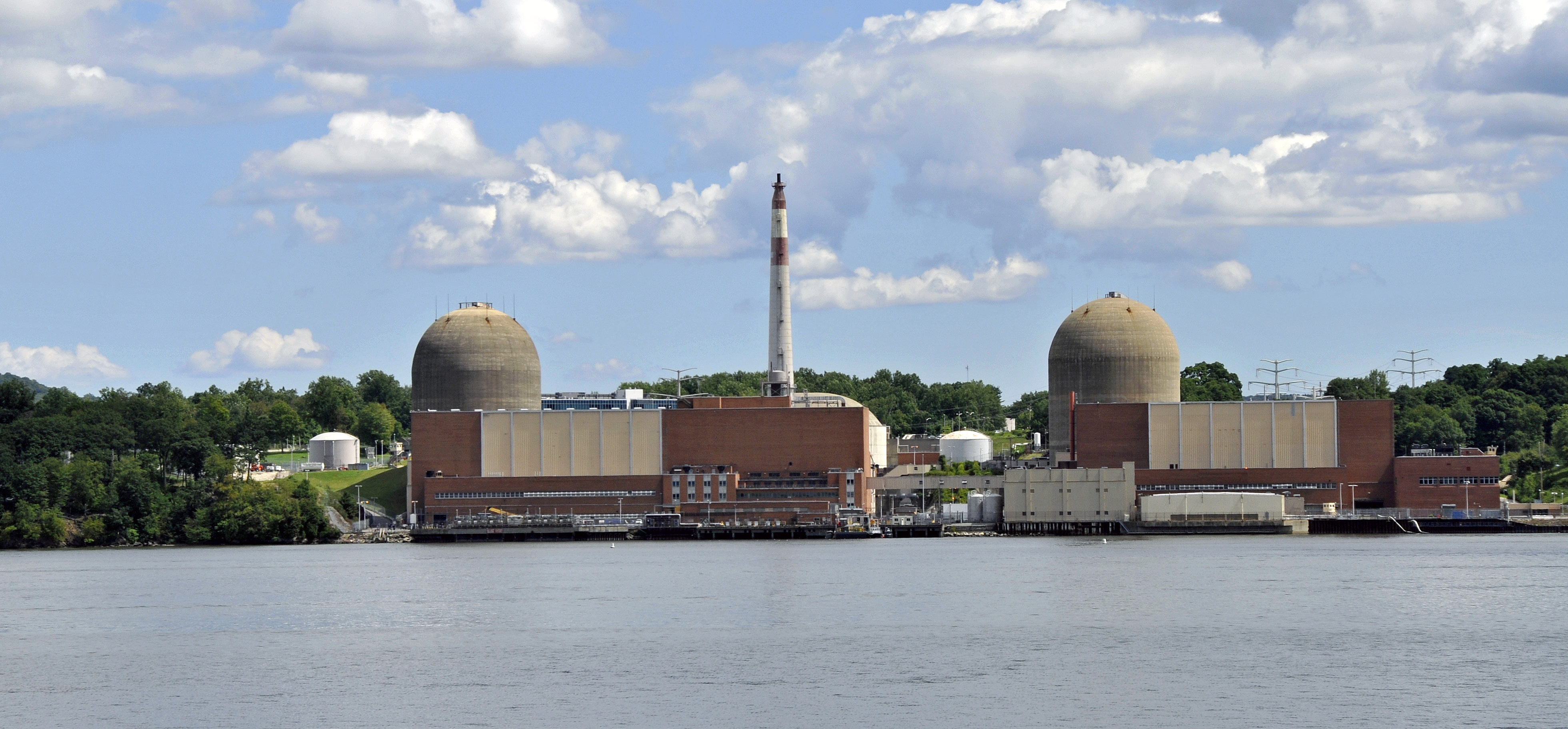
Indian Point Energy Center, em Buchanan (Nova Iorque), local da instalação do primeiro reator de tório do mundo.

O tório foi descoberto em 1828 pelo químico sueco Jöns Jacob Berzelius num óxido que denominou de "tória", nomeado desta forma em honra ao deus escandinavo do trovão Thor. O metal, denominado de tório, contido na tória, foi isolado por Berzelius, em 1829, aquecendo num tubo de vidro potássio com fluoreto de tório.
O metal não tinha nenhuma aplicação até a invenção da lâmpada de manta, um dispositivo de iluminação, em 1885, por Auer von Welsbach. O nome Ionio foi usado para um isótopo do tório no início do estudo da radioatividade. Com o advento da eletricidade, e devido ao caráter de radioativo do tório, esta aplicação diminuiu bastante. Com a descoberta da radioatividade, o tório passou a ter uma aplicação relevante nesta área devido a invenção dos reatores de tório na década de 50, que seriam mais seguros, mais limpos e mais produtivos do que as termonucleares atuais.
O primeiro reator de tório do mundo foi instalado no I.P.E.C. (Indian Point Energy Center) em 1962. Apesar disso, o governo americano interrompeu as pesquisas em 1973, porque essas usinas não produziam plutônio para armas nucleares. No Brasil, o esforço para pesquisa e desenvolvimento de reatores "movidos" a tório foi iniciado no final dos anos 1950, com o Grupo do Tório, centrado na UFMG (Universidade Federal de Minas Gerais). O acordo nuclear Brasil-Alemanha, de 1975, encerrou estas pesquisas. Em Outubro de 1996, no Rio de Janeiro, o físico italiano Carlo Rubbia apresentou o projeto de um reator de tório que, segundo ele, seria seguro e eficiente.
Posteriormente os ingleses e chineses retomariam os estudos sobre esta fonte de energia em 2011.

## Ocorrência

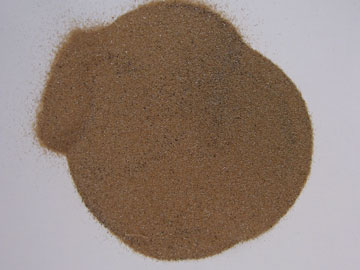
Monazita, uma terra-rara-e-fosfato-de-Tório é a principal fonte mundial de Tório.

O tório é encontrado em quantidades pequenas na maioria das rochas e solos, onde é aproximadamente três vezes mais abundante do que o urânio, e é aproximadamente tão comum quanto o chumbo. O solo contém geralmente uma média de 6 ppm de tório. O tório ocorre em diversos minerais, sendo o mais comum o mineral de terra rara de tório-fosfato (como as de Catalão-Ouvidor em Goiás), monazita, que contém até 12% de óxido de tório, ou a torianita (70% de tório). Há depósitos substanciais em vários países, sendo que as maiores fontes mundiais de tório são encontrados nos Estados Unidos, Madagascar, Índia, Sri Lanka e Austrália. A sonda Lunar Prospector detectou a presença de tório na Lua enquanto que a Mars Odyssey encontrou-o também em Marte.
O tório-232 decai muito lentamente (a meia-vida deste isótopo é aproximadamente três vezes a idade da Terra), Outros isótopos de tório ocorrem na série de decaimento do tório e urânio. A maioria destes são de curta duração, portanto, muito mais radioativos que o th-232, embora em quantidades insignificantes.

## Ciclo
No ciclo do combustível nuclear tório, o tório-232 absorve um nêutron em um reator de nêutrons rápidos ou num reator a nêutrons térmicos. O tório-233 passa por um decaimento beta convertendo-se em protactínio-233 e depois em urânio-233, que por sua vez é usado como combustível. Assim, como o urânio-238, o tório-232 é um material fértil.
{\displaystyle {\ce {{\overset {neutron}{n}}+ ^{232}_{90}Th -> ^{233}_{90}Th ->[\beta^-] ^{233}_{91}Pa ->[\beta^-] {\overset {fuel}{^{233}_{92}U}}}}}

Reações do tório.

Depois de iniciar o reator com U-233 existente ou algum outro material físsil, como urânio-235 ou plutônio-239, pode ser criado um ciclo de reprodução semelhante, mas mais eficiente do que com U-238 e plutônio. O T-232 absorve um nêutron para se tornar T-233, que decai rapidamente para protactínio-233. O protactínio-233, por sua vez, decai com meia-vida de 27 dias para U-233. Em alguns projetos de MSR's (reatores a sal fundido) o Pa-233 é extraído e protegido de nêutrons (que poderiam transformá-lo em Pa-234 e depois em urânio-234), até que decaiu em U-233. Isso é feito para melhorar a taxa de reprodução que é baixa em comparação com reatores rápidos.
O tório é pelo menos 4-5 vezes mais abundante na natureza do que todos os isótopos de urânio combinados; está distribuído de maneira bastante uniforme ao redor da Terra, com muitos países tendo grandes suprimentos dele; a preparação deste combustível não requer processos de enriquecimento difíceis e caros; seu ciclo do cria principalmente urânio-233 contaminado com urânio-232, o que o torna mais difícil de usar em uma arma nuclear normal pré-montada que é estável por longos períodos de tempo (infelizmente, as desvantagens são muito menores para armas de uso imediato ou onde montagem ocorre imediatamente antes do tempo de uso); a eliminação de pelo menos a porção transurânica do problema do lixo nuclear é possível no MSR e em outros projetos de reatores reprodutores.
Um dos primeiros esforços para usar um ciclo de combustível de tório ocorreu no Laboratório Nacional de Oak Ridge na década de 1960. Um reator experimental foi construído com base na tecnologia de reator de sal fundido para estudar a viabilidade de tal abordagem, usando sal de fluoreto de tório mantido quente o suficiente para ser líquido, eliminando assim a necessidade de fabricar elementos combustíveis. Esse esforço culminou no MSRE (Molten-Salt Reactor Experiment - reator experimental a sal fundido) que usou 232T como material fértil e U-233 como combustível físsil. Devido à falta de financiamento, o programa MSR foi descontinuado em 1976.
O tório foi usado comercialmente pela primeira vez no reator Indian Point Energy Center, que começou a operar em 1962. O custo de recuperar o U-233 do combustível usado foi considerado antieconômico, pois menos de 1% do tório foi convertido em U-233. O gestor da usina substituiu o combustível por urânio, que foi usado até 1974, quando o reator foi desligado permanentemente.

## Isótopos
O tório natural é composto de 1 isótopo: 232Th. 25 radioisótopos foram identificados, sendo o mais abundante e/ou estável o 232Th com meia-vida de 14,05 bilhões de anos, 230Th com meia-vida de 75 380 anos, 229Th com meia-vida de 7 340 anos, e 228Th com meia-vida de 1,92 anos. Todos os demais isótopos radioativos tem meias-vidas abaixo de 30 dias, e a maioria destes com meias-vidas inferiores a 10 minutos. Este elemento apresenta 1 meta estado.
As massas atômicas do tório variam de 212 u ( 212Th ) até 236 u ( 236Th ).

## Precauções
O metal pulverizado de tório é frequentemente pirofórico e deve ser manuseado com cuidado. O tório se desintegra com a produção eventual de "thoron", um isótopo do radônio (220-Rn). O gás de radônio apresenta radiação perigosa. Consequentemente, uma ventilação boa das áreas onde o tório é armazenado ou manuseado é essencial.
A exposição ao tório contido no ar pode conduzir a um aumento do risco de contrair câncer dos pulmões, pâncreas e sangue. Este elemento não tem nenhum papel biológico conhecido.
Todas as reservas de tório da Terra têm mais energia que todo o urânio, petróleo, carvão e todos os tipos de combustíveis juntos (excetuando a madeira).[carece de fontes?]

## Compostos
- Fluoreto:Fluoreto de tório(IV)
- Cloreto: Cloreto de tório(IV)
- Brometo: Brometo de tório(IV)
- Iodeto: Iodeto de tório(IV)

Os halogenetos são conhecidos nos estados de oxidação de +4.
| Número de oxidação | F                                 | Cl                                | Br                                | I                                |
| ------------------ | --------------------------------- | --------------------------------- | --------------------------------- | -------------------------------- |
| +4                 | Fluoreto de tório(IV) ThF4 branco | Cloreto de tório(IV) ThCl4 branco | Brometo de tório(IV) ThBr4 branco | Iodeto de tório(IV) ThI4 amarelo |